# Ибрагимова, Раиса Николаевна
Раиса Николаевна Ибрагимова (урожд. Щербина; 6 декабря 1951, Кировоградская область, Украинская ССР, СССР — 12 ноября 2012, Москва, Российская Федерация) — советская и российская артистка цирка, народная артистка Российской Федерации (1992).

## Биография
В 1970 году окончила цирковую студию при Казанском государственном цирке. Творческую деятельность Раиса Николаевна начала в системе государственных цирков в качестве артистки-жонглера номера «Групповые жонглеры» Татарского национального коллектива. Долгое время выступала с мужем — народным артистом России Грантом Евгеньевичем Ибрагимовым.
С 1974 года Ибрагимовы — дрессировщики, выступали с номером «Оперетта в цирке», с 1987 года с новым вариантом номера — «Косолапая грация». Лауреаты Междунарадного конкурса в Гаване (1981).
Муж: Грант Евгеньевич Ибрагимов (род. 1951) — цирковой артист, акробат, дрессировщик медведей, народный артист Российской Федерации (1992).
Похоронена на Бабушкинском кладбище Москвы.

## Награды и звания
- Заслуженная артистка РСФСР (11 октября 1986)[2]
- Народная артистка Российской Федерации (8 декабря 1992) — за большие заслуги в области циркового искусства[1]